# Bærums Verk
Bærums Verk est une localité du comté d'Akershus, en Norvège.

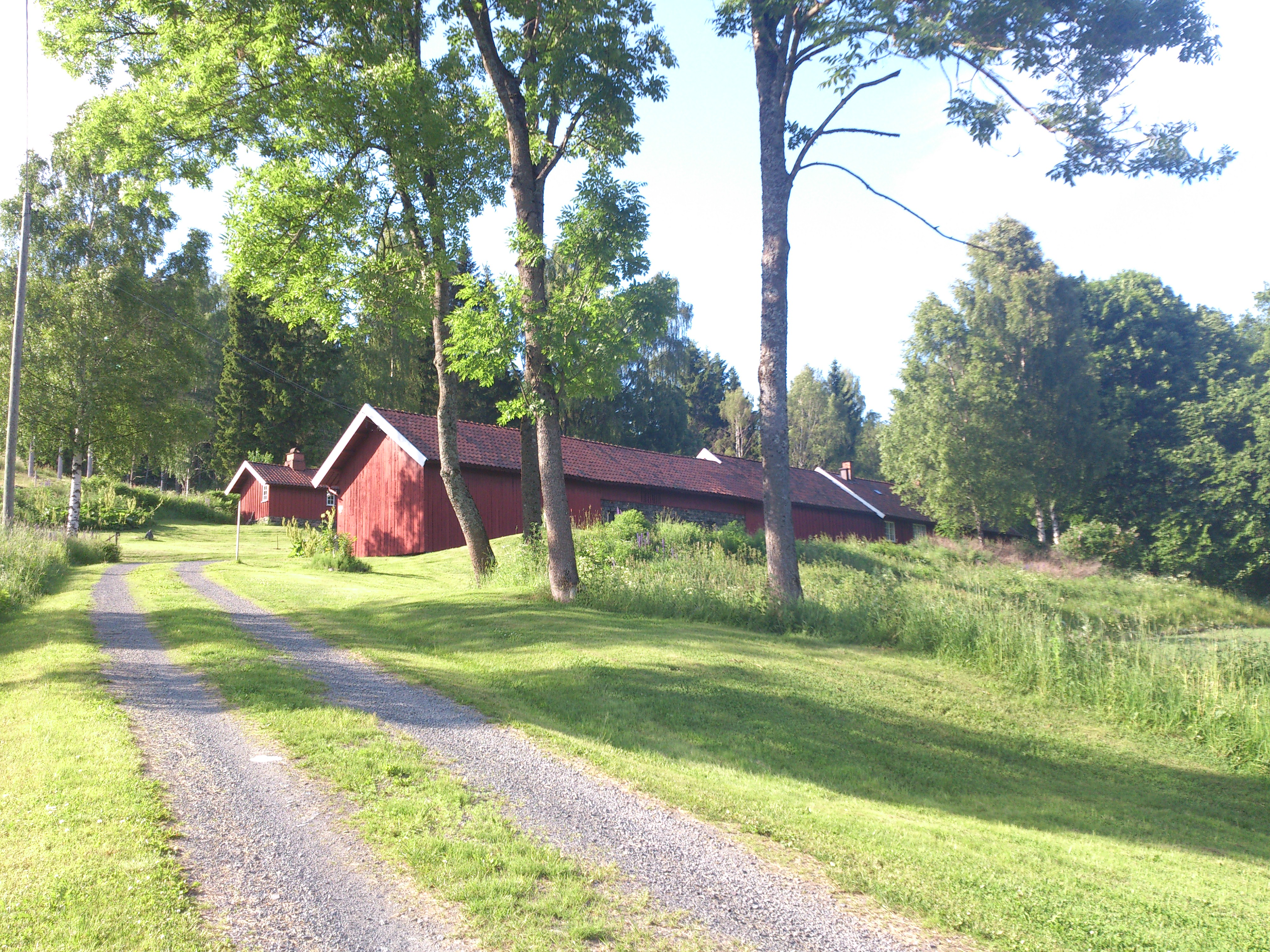
Bærums Verk en juin 2013.